# Comté de Saint Charles
Pour les articles homonymes, voir Saint-Charles.
Le comté de Saint Charles (en anglais : St. Charles County) est un comté des États-Unis, situé dans l'État du Missouri. Le comté de Saint Charles fait partie de la région métropolitaine de Saint Louis. Son nom provient du district espagnol qui avait précédemment existé et qui avait été nommé San Carlos en l'honneur de Saint Charles Borromée.

## Comtés voisins
- Comté de Lincoln  (au nord-ouest)
- Comté du Calhoun  (au nord)
- Comté de Jersey  (au nord-est)
- Comté de Madison  (à l'est)
- Comté de Saint Louis  (au sud-est)
- Comté de Franklin  (au sud)
- Comté de Warren  (à l'ouest)

## Démographie
- Démographie (2000) :
- Ménages : 101.663
- Familles : 77.060
- Densité : 196 hab/km²

| Groupe            | Comté de Saint Charles | Missouri | États-Unis |
| ----------------- | ---------------------- | -------- | ---------- |
| Blancs            | 90,7                   | 82,8     | 72,4       |
| Afro-Américains   | 4,2                    | 11,6     | 12,6       |
| Asiatiques        | 2,2                    | 1,6      | 4,8        |
| Métis             | 1,8                    | 2,1      | 2,9        |
| Autres            | 0,9                    | 1,3      | 6,2        |
| Amérindiens       | 0,2                    | 0,5      | 0,9        |
| Océaniens         | 0,1                    | 0,1      | 0,2        |
| Total             | 100                    | 100      | 100        |
|                   |                        |          |            |
| Latino-Américains | 2,8                    | 3,6      | 16,7       |

- Répartition par âge de la population (2000) :
- < 18 ans : 29 %
- 18-24 ans : 8,2 %
- 25-44 ans : 32,6 %
- 45-64 ans : 21,6 %
- > 65 ans : 8,8 %

- Revenus moyens (2000) :
- Ménage : 57 258 $
- Famille : 64 415 $
- Homme : 44 528 $
- Femme : 29 405 $
- Per capita : 23 592 $

- Pourcentage sous le seuil de pauvreté (2000) :
- Total : 4 %
- <18 ans : 4,9 %
- >65 ans : 5,1 %

## Transports
Les principales route desservant le comté de Saint Charles sont :
- Interstate 64
- Interstate 70
- U.S. Route 40
- U.S. Route 61
- U.S. Route 67
- Route 79
- Route 94
- Route 364
- Route 370